# اشتراوس
اشتراوس (به آلمانی: Strauß) یک نام خانوادگی متداول در میان آلمانی‌ها است. در زبان‌های آلمانی و انگلیسی و فرانسوی این نام معمولاً به صورت‌های Strauß ،Strauss ,Straus یا Strouse نوشته می‌شود. در فرانسوی «استروس» تلفظ می‌شود.
اشتراوس می‌تواند به موارد زیر اشاره کند:
- آدولف اشتراوس، ژنرال آلمانی
- آسترید اشتراوس، شناگر آلمانی
- ادوارد اشتراوس، آهنگساز و موسیقی‌دان اتریشی
- اورزولا اشتراوس، بازیگر اتریشی
- پیتر اشتراوس، بازیگر آمریکایی
- داوید اشتراوس دانشمند علوم دینی اهل آلمان
- ریشارد اشتراوس، آهنگساز و موسیقی‌دان آلمانی
- زوهار اشتراوس، بازیگر اسرائیلی
- لوی اشتراوس، کارآفرین آلمانی-آمریکایی و بنیان‌گذار کارخانهٔ شلوار جین Levi's
- لئو اشتراوس، فیلسوف آلمانی-آمریکایی
- یوزف اشتراوس، آهنگساز و موسیقی‌دان اتریشی
- یوهان اشتراوس (پدر) (یوهان اشتراوس اول)، آهنگساز و موسیقی‌دان اتریشی
- یوهان اشتراوس (پسر) (یوهان اشتراوس دوم)، آهنگساز و موسیقی‌دان اتریشی
- یوهان اشتراوس سوم، آهنگساز اتریشی، پسر ادوارد اشتراوس